# Varzim Sport Club
El Varzim Sport Club és un club de futbol portuguès de la ciutat de Póvoa de Varzim.

## Història
El club va ser fundat el 25 de desembre de 1915 amb el nom Varzim Foot-Ball Club. El 25 de març de 1916, adoptà el nom Varzim Sport Club. Des de la seva fundació juga a l'Estádio do Varzim Sport Club. Des de 1963 fins 2005 el club ha jugat 21 cops a primera divisió. La temporada 2010-11 el club baixà a categories no professional per primer cop en 15 anys.

## Palmarès
- Segona divisió portuguesa de futbol: 
  - 1962-63, 1975-76, 1995-96, 2011-12
- Tercera divisió portuguesa de futbol: 
  - 1961-62
- Liga Intercalar: 
  - 2007-08